# Гущин, Борис Николаевич
Бори́с Никола́евич Гу́щин (25 марта 1931, Свеча, Нижегородский край — 21 октября 2000, Москва) — советский, российский художник.

## Биография
Родом со станции Свеча (ныне — райцентр в Кировской области). Окончил Суриковский институт, преподавал в Московской средней художественной школе (МСХШ). Автор множества диафильмов. В живописи специализировался на русских пейзажах, портретах и Пушкинской теме. Автор иллюстраций к произведениям Пушкина.
Друг и однокурсник К. К. Соколова.
Член Российского союза художников.
Похоронен в Радонеже.

## Семья
Сын Владимир проживал в Москве. Дочь Вера и внуки Анна, София и Михаил живут в Англии. Сестра Людмила (1930 - 2012, Екатеринбург) и ее сыновья проживают в Екатеринбурге.

## Диафильмы
- «Белеет парус одинокий»
- «Шутка»
- «Гербы твоей страны»
- «Подвиг будёновца»
- «Рассказы о Ленине»
- «Дашутка»